# شمال سيكيم
شمال سيكيم رمزها «NS» (بالإنجليزية: North  Sikkim) ، هو تقسيم إداري لدولة الهند تتبع ولاية سيكيم (بالإنجليزية: Sikkim) ، مركزها هو مدينة منغنيك (بالإنجليزية: Mangan) عدد سكانها حسب تعداد سنة 2001 هو 41,023 ، مساحتها 4,226 كم² وكثافة السكان 10 لكل كم² .